# Прапор Іпра
Прапор Іпра був офіційно затверджений муніципальною радою 7 грудня 1987 року як муніципальний прапор західнофламандської комуни та міста Іпр. 1 березня 1988 року він був підтверджений урядом Фландрії та остаточно опублікований 16 вересня 1988 року в офіційному бельгійському державному віснику.

Офіційно прапор описується так: 
Білий з червоним патріаршим хрестом
Патріарший хрест з'являється, як зазначалося раніше, ще в 1199 році на міській печатці Іпра. З 1199 року хрест зазвичай розміщувався на голові щита, іноді з'являючись як єдиний елемент на щиті. Таким чином, прапор такий самий, як і прапор Руселаре, але патріарший хрест червоний, а не чорний.

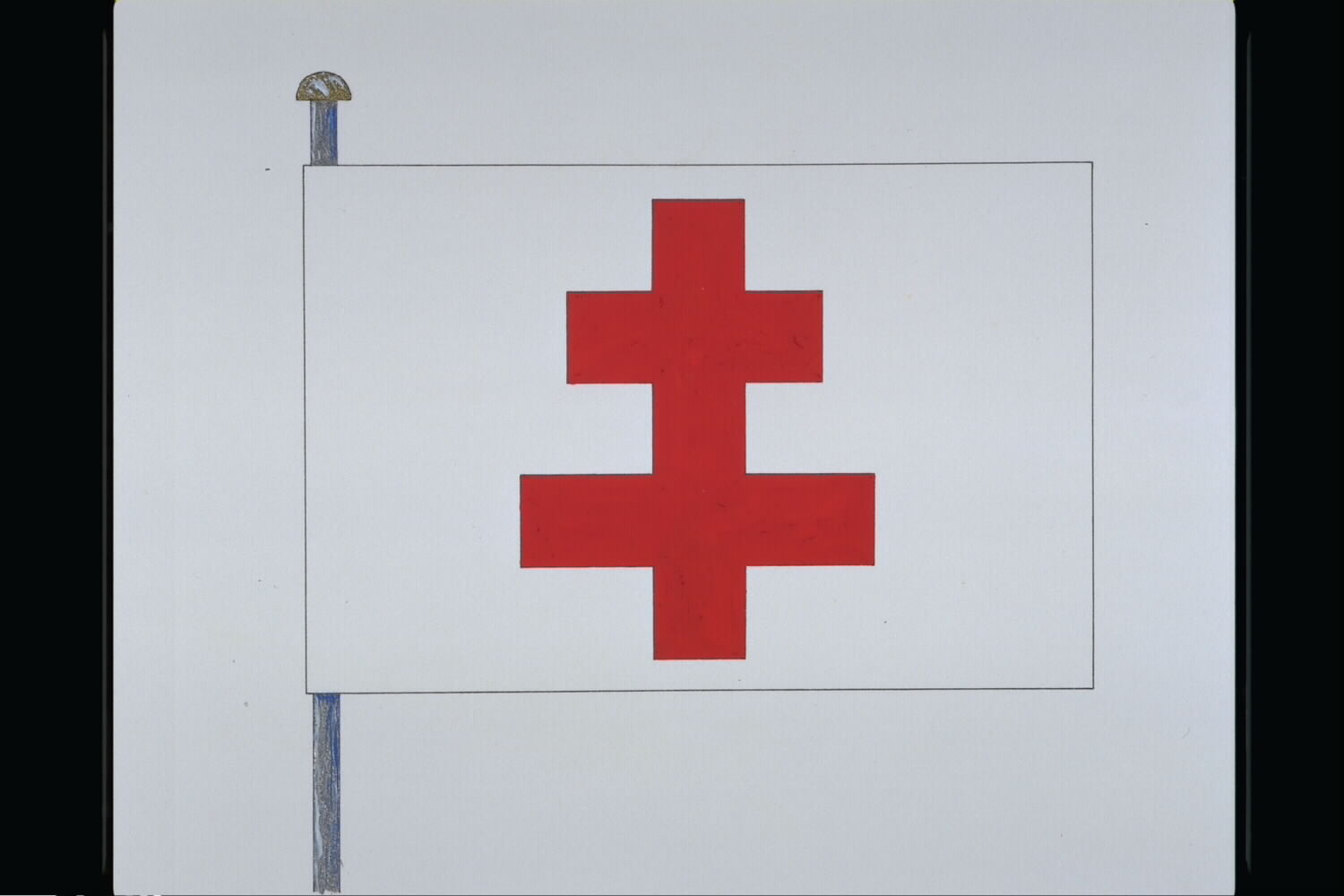
Офіційний малюнок прапора
Прапор Руселаре